# Henry de Ferrers
Henry de Ferrers († zwischen 1093 und 1100) war ein normannischer Magnat. Er war der Begründer der anglonormannischen Familie Ferrers.
Henry de Ferrers war der älteste Sohn des Barons Walkeline de Ferrers. Nach dessen Tod um 1040 erbte er dessen Herrschaft in der Normandie, deren Mittelpunkt Ferrières-Saint-Hilaire war. Möglicherweise erhielt er schon 1066 oder 1067 seine ersten Güter in England, womit er an der Schlacht von Hastings teilgenommen hätte. Dies ist jedoch nicht belegt, doch nach dem Domesday Book besaß er 1086 Güter, die zuvor angelsächsischen Thegns gehört hatten und die zu alten angelsächsischen Verwaltungseinheiten gehört hatten. Somit war er vermutlich der direkte normannische Nachfolger der angelsächsischen Vorbesitzer. Vermutlich bereits um 1066 erhielt er vermutlich die Ländereien von Goderic, dem früheren Sheriff von Berkshire, in Berkshire und in Wiltshire. Vor Ende 1068 erhielt er die Güter von Bondi the Staller in Buckinghamshire, Berkshire, Northamptonshire und Essex. Nachdem Siward Barn zu den Rebellen gehört hatte, die sich 1071 gegen König Wilhelm den Eroberer erhoben hatten, erhielt Ferrers dessen Güter in Berkshire, Essex, Gloucestershire, Warwickshire, Nottinghamshire und Derbyshire. Dadurch hatte Ferrers die geschlossene Herrschaft Appletree erworben, die sich zwischen dem östlichen Staffordshire und dem südlichen Derbyshire erstreckte. Dazu gehörten noch Besitzungen im nördlichen Derbyshire sowie im westlichen Leicestershire zu der Herrschaft. Der Mittelpunkt von Appletree war Tutbury in Staffordshire, das zuvor Hugh d’Avranches gehört hatte. Dort errichtete Ferrers Tutbury Castle.
Als einer der mächtigsten anglonormannischen Barone und wichtigster Baron von Derbyshire und Staffordshire wird Ferrers regelmäßig als Zeuge von Wilhelm dem Eroberer und von dessen Sohn Wilhelm Rufus genannt. Er wird im September 1093 noch erwähnt, war aber sicherlich schon tot, als sein Sohn Engenulph am 14. September 1100 eine Urkunde von König Heinrich I. bestätigte. Der von seiner Frau Bertha vermutlich 1080 gegründeten Tutbury Priory, die vermutlich eine Tochtergründung der Abtei von Saint-Pierre-sur-Dives in der Normandie war, stiftete Ferrers zwei englische Güter. In Tutbury Priory wurde er auch beigesetzt.

## Familie, Nachkommen und Erbe
Henry de Ferrers hatte mit seiner Frau Bertha, deren Herkunft unbekannt ist, mindestens vier Kinder:
- William de Ferrers
- Engenulph de Ferrers
- Robert de Ferrers, 1. Earl of Derby († 1139)
- Amicia de Ferrers ⚭ Nigel d’Aubigny († um 1100)

Sein Sohn William de Ferrers erbte die Güter in der Normandie. Er wurde ein treuer Unterstützer von Robert Curthose. Die englischen Güter erbte zunächst Engenulph, nach dessen frühen Tod Robert de Ferrers, der von König Stephan zum Earl of Derby erhoben wurde.